# PalaSinico
Il Pala Angelo Sinico è un palazzetto dello sport di Trissino in provincia di Vicenza in Veneto.
L'impianto è stato inaugurato nel 2018.

## Struttura
Di pianta rettangolare, è costituito da una tribuna da 600 posti, quattro ampi spogliatoi per gli atleti, due per gli arbitri, due blocchi doccia, reception, magazzino, servizi e infermeria.